# 500 франків (Мольєр)
500 франків (Мольєр) — французька банкнота, ескіз якої розроблений 2 липня 1959 і випускалася в обіг Банком Франції з 2 грудня 1960 до заміни на банкноту сто франків Паскаль.

## Історія

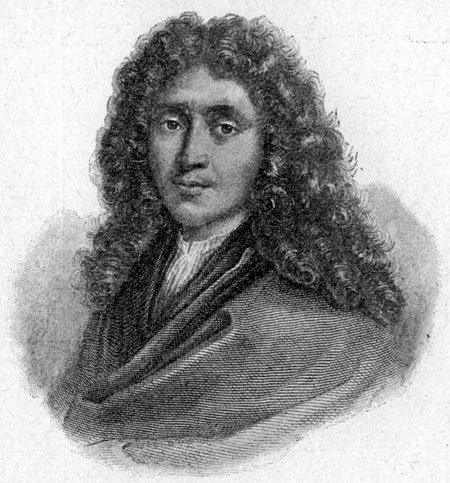
Мольєр — знаменитий французький письменник, драматург і актор XVII століття

Ця банкнота, що складалася з поліхромного і глибокого типу друкування, належать до серії «відомих діячів науки і культури», яка домінувала на французьких банкнотах з початку 1950-х років. 5 квітня 1956, Банк Франції орієнтуючись на давню програму політика Жоржа Клемансо за проведення грошової реформи під назвою «50000 франків», унаслідок чого з'явилася банкнота в 500 франків з Мольєром. До цього згідно з цією програмою в 1950-х вже з'явилися інші банкноти з зображенням Віктора Гюго, Рішельє, Генріха IV і Бонапарта, також всі банкноти цього випуску помічалися літерами «NF», що означало — новий франк (фр. «nouveaux francs»). Банкнота друкувалася з липня 1959 по січень 1966 року, і поступово вилучалася з обігу від 9 березня 1970 року, і повністю припинила свою юридичну дію протягом 30 квітня 1971 року.

## Опис
Банкноту розробили Жан Лефевр і гравери Жюль Піль і Андре Марлі. Домінуючі кольори червоно-коричневий і охра. 
Аверс: портрет Мольєра у центрі роботи П'єра Міньяра, виставлений в музеї Конде (фр. Musée Condé) в Шантійї на тлі театру заповненого глядачами XVII століття і оркестру. 
Реверс: портрет Мольєра на тлі театру заповненого глядачами і театральної сцени, на якій відбувається сцену з п'єси «Уявний хворий»: це актор-Мольєр знепритомнів і помер. 
Водяні знаки зображують сцени з комедій Мольєра і портрет комедійної актриси XVII століття — Арман Бежар. Розміри банкноти 182 мм х 97 мм.

## Джерело
- Перелік французьких банкнот [Архівовано 14 квітня 2012 у Wayback Machine.]
- Сайт нумізматики та боністики Франції